# Goran Svilanović
Goran Svilanović, cyr. Горан Свилановић (ur. 22 października 1963 w Gnjilane) – serbski polityk i prawnik, wykładowca akademicki, minister spraw zagranicznych Federalnej Republiki Jugosławii, dyplomata.

## Życiorys
Ukończył studia prawnicze na Wydziale Prawa Uniwersytetu w Belgradzie. Kształcił się następnie na uczelniach w Strasburgu, Saarbrücken i Stadtschlaining. Pracował jako asystent na macierzystej uczelni, skąd został w 1998 zwolniony za publiczną krytykę nowego kontrowersyjnego prawa o szkolnictwie wyższym. Jako prawnik opublikował liczne prace naukowe z zakresu prawa i postępowania cywilnego, a także poświęcone kwestiom obywatelstwa i statusu uchodźcy. Był współpracownikiem różnych organizacji pozarządowych, w tym jugosłowiańskiego forum na rzecz praw człowieka i centrum praw człowieka w Belgradzie.
Zaangażował się w działalność Obywatelskiego Sojuszu Serbii. Był rzecznikiem tej partii i jej wiceprzewodniczącym, a w latach 1999–2004 kierował tym ugrupowaniem. Od 4 listopada 2000 do 16 kwietnia 2004 sprawował urząd ministra spraw zagranicznych Jugosławii. W 2004 został wybrany na posła do Zgromadzenia Narodowego Republiki Serbii. W tym samym roku został koordynatorem jednej z grup roboczych Paktu Stabilności dla Europy Południowo-Wschodniej. W 2012 został sekretarzem generalnym Rady Współpracy Regionalnej.